# Roca Redona
La Roca Redona és una muntanya de 1.572 metres que es troba al municipi de Montferrer i Castellbò, a la comarca de l'Alt Urgell.